# Einaudi Paperbacks
Einaudi Paperbacks è stata una collana della casa editrice Einaudi, attiva dal 1969 al 1997.

Nata dal desiderio diffuso di un rinnovamento culturale, si compone di saggi filosofici, artistici e scientifici moderni, che rappresentano la punta della ricerca contemporanea nei rispettivi campi. Fra gli autori si ricordano Ludwig Wittgenstein, Max Horkheimer, Jacques Le Goff, Walter Benjamin, Theodor W. Adorno, Jacques Lacan, Norberto Bobbio, Noam Chomsky, Gianfranco Contini, Cesare Segre.
 La grafica inconfondibile è disegnata da Bruno Munari: dopo autore e titolo un semplice quadrato blu e l'indicazione della collana sul lato destro. Molto simile al Nuovo Politecnico, si distingue da questo, oltre che per il colore, per le dimensioni più grandi.

Nel '97 è stata sostituita dalla collana Biblioteca studio e successivamente ripresa dalla Biblioteca Einaudi. Nel 2007, con la cessazione delle pubblicazioni anche di questa ultima collana, i testi principali vengono pubblicati soprattutto nella nuova serie della Piccola Biblioteca Einaudi.

## Volumi pubblicati

### 1969
- 1. Vernon Louis Parrington, Storia della cultura americana:
  - I. Il pensiero coloniale 1620-1800;
  - II. La rivoluzione romantica 1800-1860;
  - III. L'avvento del realismo critico 1860-1920.
- 2. Clive Staples Lewis, L'allegoria d'amore. Saggio sulla tradizione medievale.
- 3. Edward Sapir, Il linguaggio. Introduzione alla linguistica.
- 4. Thomas S. Kuhn, La struttura delle rivoluzioni scientifiche. Come mutano le idee della scienza.
- 5. Michel Foucault, Nascita della clinica. Il ruolo della medicina nella costituzione delle scienze umane.
- 6. Alfred Métraux, Gli Inca. Profilo storico-antropologico di una civiltà.
- 7. Max Horkheimer, Eclisse della ragione. Critica della ragione strumentale.
- 8. Rudolf Arnheim, Verso una psicologia dell'arte. Espressione visiva, simboli e interpretazione.
- 9. Herbert Marcuse, Cultura e società. Saggi di teoria critica 1933-1965.
- 10. Cesare Segre, I segni e la critica. Fra strutturalismo e semiologia.
- 11. Barrington Moore jr, Le origini sociali della dittatura e della democrazia. Proprietari e contadini nella formazione del mondo moderno.

### 1970
- 12. Friedrich Pollock, Automazione. Conseguenze economiche e sociali.
- 13. Claude Lévi-Strauss, La vita familiare e sociale degli Indiani Nambikwara. Un modello di ricerca antropologica.
- 14. Karl R. Popper, Logica della scoperta scientifica. Il carattere autocorrettivo della scienza.
- 15. Fred Hoyle, Galassie, nuclei e quasar. Per una nuova teoria cosmologica.
- 16. Federico Zeri, Pittura e Controriforma. Alle origini dell'«arte senza tempo».
- 17. Il concetto di cultura. I fondamenti teorici della scienza antropologica, a cura di Pietro Rossi.
- 18. Roland Barthes, Sistema della Moda. La Moda nei giornali femminili: un'analisi strutturale.
- 19. Ronald D. Laing e Aaron Esterson, Normalità e follia nella famiglia. Undici storie di donne.
- 20. Kenneth Clark, Il Revival gotico. Un capitolo di storia del gusto.

### 1971
- 21. Georges Friedmann, Problemi umani del macchinismo industriale. Il progresso tecnico e l'uomo contemporaneo.
- 22. Eugène Minkowski, Il tempo vissuto. Fenomenologia e psicopatologia.
- 23. Delio Cantimori, Storici e storia. Metodo, caratteristiche e significato del lavoro storiografico.
- 24. Norberto Bobbio, Una filosofia militante. Studi su Carlo Cattaneo.
- 25. Erving Goffman, Il comportamento in pubblico. L'interazione sociale nei luoghi di riunione.
- 26. François Jacob, La logica del vivente. Storia dell'ereditarietà.
- 27. Dennis Chapman, Lo stereotipo del criminale. Componenti ideologiche e di classe nella definizione del crimine.
- 28. Alfred Métraux, Il vodu haitiano. Una religione tra leggenda sanguinaria e realtà etnologica.

### 1972
- 29. Kenneth Keniston, Giovani all'opposizione. Mutamento, benessere, violenza.
- 30. Dialettica e positivismo in sociologia. Dieci interventi nella discussione.
- 31. W. G. Runciman, Ineguaglianza e coscienza sociale. L'idea di giustizia sociale nelle classi lavoratrici.
- 32. Theodor W. Adorno, Prismi. Saggi sulla critica della cultura.
- 33. Edward Sapir, Cultura, linguaggio e personalità. Linguistica e antropologia.
- 34. L'antropologia economica, a cura di Edoardo Grendi.
- 35. Piero Sraffa, Produzione di merci a mezzo di merci. Premesse a una critica della teoria economica.

### 1993
- 243. Cesare Segre, Notizie dalla crisi. Dove va la critica letteraria?